# Records de titres au tennis masculin
 (août 2022).
Si vous disposez d'ouvrages ou d'articles de référence ou si vous connaissez des sites web de qualité traitant du thème abordé ici, merci de compléter l'article en donnant les références utiles à sa vérifiabilité et en les liant à la section « Notes et références ».
Le tennis est l'un des sports professionnels les plus médiatisés, et de très nombreux champions se sont illustrés depuis les origines de la discipline. Certains l'ont marqué par le nombre de titres qu'ils ont remportés ou par leurs victoires dans les tournois dits « majeurs ».
Depuis les débuts de l'ère Open, les tournois majeurs sont devenus plus évidents à cataloguer, regroupant ainsi les quatre tournois du Grand Chelem, le Masters de fin d'année ainsi que le tournoi olympique[réf. nécessaire]. D'autres tournois « ère Open », quoique disparus, sont aujourd'hui reconnus comme « majeurs », puisque ayant réuni les meilleurs joueurs du monde en leur temps. C'est le cas notamment des WCT Finals ou de la Coupe du Grand Chelem.
Avant 1968 (début de l'ère Open), il a existé de la même façon un grand nombre de tournois majeurs dans le tennis masculin, lesquels regroupaient les meilleurs joueurs du monde. Outre les tournois du Grand Chelem, alors réservés aux amateurs, le circuit professionnel regorgeait de compétitions internationales de haut niveau, dont notamment le Wembley Pro, le French Pro et l'U.S. Pro qui constituaient ce que l'on appelait communément le Grand Chelem professionnel, les « tournées professionnelles », mais aussi des tournois tout aussi prestigieux tels que la Coupe Bristol ou le Masters Pro, et qui demeurent encore aujourd'hui difficiles à recenser du fait de leur existence souvent éphémère, de leur prestige pouvant décliner d'une année à l'autre, mais aussi d'un manque de médiatisation,.
Un certain nombre de tournois majeurs de l'époque pré-Open a été défini par divers historiens du tennis, mais cette liste reste discutable, perfectible et évolutive. Ainsi, nombre de tournois reconnus majeurs en leur temps, tels le Wembley Pro ou encore le Tournament of Champions, furent classés dans la catégorie des Grand Prix Championship Series, ancêtres des Masters 1000, à partir de 1970. De la même façon, la Coupe du Grand Chelem, qui fut organisée par l'ITF entre 1990 et 1999, était ouvertement un « Masters-bis », et donc bien moins prestigieux que les ATP Finals. La définition d'un « tournoi majeur » étant ainsi sujette à caution pour toutes les compétitions s'étant déroulées avant l'ère Open, les classements indiqués ici sont donc des estimations définies par les connaissances actuelles.
Cet article se propose donc de traiter des records de titres au tennis masculin. 

## Classement du plus grand nombre de titres majeurs remportés en simple messieurs

### Ère Open exclusivement
Les tournois sont présentés dans l'ordre chronologique de l'année, sauf pour le tournoi olympique présenté en dernière position. Entre parenthèses, le nombre d'éditions remportées pour chaque tournoi.

#### Novak Djokovic: 32 titres majeurs
- 24 tournois du Grand Chelem, 7 Masters et 1 tournoi olympique
  - Open d'Australie (10) : 2008, 2011, 2012, 2013, 2015, 2016, 2019, 2020, 2021, 2023
  - Roland-Garros (3) : 2016, 2021, 2023
  - Wimbledon (7) : 2011, 2014, 2015, 2018, 2019, 2021, 2022
  - US Open (4) : 2011, 2015, 2018, 2023
  - Masters (7) : 2008, 2012, 2013, 2014, 2015, 2022, 2023
  - Jeux olympiques (1) : 2024

#### Roger Federer: 26 titres majeurs
- 20 tournois du Grand Chelem et 6 Masters 
  - Open d'Australie (6) : 2004, 2006, 2007, 2010, 2017, 2018
  - Roland-Garros (1) : 2009
  - Wimbledon (8) : 2003, 2004, 2005, 2006, 2007, 2009, 2012, 2017
  - US Open (5) : 2004, 2005, 2006, 2007, 2008
  - Masters (6) : 2003, 2004, 2006, 2007, 2010, 2011

#### Rafael Nadal: 23 titres majeurs
- 22 tournois du Grand Chelem et 1 tournoi olympique
  - Open d'Australie (2) : 2009, 2022
  - Roland-Garros (14) : 2005, 2006, 2007, 2008, 2010, 2011, 2012, 2013, 2014, 2017, 2018, 2019, 2020, 2022
  - Wimbledon (2) : 2008, 2010
  - US Open (4) : 2010, 2013, 2017, 2019
  - Jeux olympiques (1) : 2008

#### Pete Sampras: 21 titres majeurs
- 14 tournois du Grand Chelem, 5 Masters et 2 Coupes du Grand Chelem
  - Open d'Australie (2) : 1994, 1997
  - Wimbledon (7) : 1993, 1994, 1995, 1997, 1998, 1999, 2000
  - US Open (5) : 1990, 1993, 1995, 1996, 2002
  - Masters (5) : 1991, 1994, 1996, 1997, 1999
  - Coupe du Grand Chelem (2) : 1990, 1997

#### Ivan Lendl: 15 titres majeurs
- 8 tournois du Grand Chelem, 5 Masters et 2 WCT Finals 
  - Open d'Australie (2) : 1989, 1990
  - Roland-Garros (3) : 1984, 1986, 1987
  - US Open (3) : 1985, 1986, 1987
  - Masters (5) : 1981, 1982, 1985, 1986, 1987
  - WCT Finals (2) : 1982, 1985

#### John McEnroe: 15 titres majeurs
- 7 tournois du Grand Chelem, 5 WCT Finals et 3 Masters
  - Wimbledon (3) : 1981, 1983, 1984
  - US Open (4) : 1979, 1980, 1981, 1984
  - Masters (3) : 1978, 1983, 1984
  - WCT Finals (5) : 1979, 1981, 1983, 1984, 1989

#### Björn Borg: 14 titres majeurs
- 11 tournois du Grand Chelem, 2 Masters et 1 WCT Finals
  - Roland-Garros (6) : 1974, 1975, 1978, 1979, 1980, 1981
  - Wimbledon (5) : 1976, 1977, 1978, 1979, 1980
  - Masters (2) : 1979, 1980
  - WCT Finals (1) : 1976

#### Jimmy Connors: 11 titres majeurs
- 8 tournois du Grand Chelem, 2 WCT Finals et 1 Masters
  - Open d'Australie (1) : 1974
  - Wimbledon (2) : 1974, 1982
  - US Open (5) : 1974, 1976, 1978, 1982, 1983
  - Masters (1) : 1977
  - WCT Finals (2) : 1977, 1980

#### Boris Becker: 11 titres majeurs
- 6 tournois du Grand Chelem, 3 Masters, 1 WCT Finals et 1 Coupe du Grand Chelem
  - Open d'Australie (2) : 1991, 1996
  - Wimbledon (3) : 1985, 1986, 1989
  - US Open (1) : 1989
  - Masters (3) : 1988, 1992, 1995
  - WCT Finals (1) : 1988
  - Coupe du Grand Chelem (1) : 1996

#### Andre Agassi: 10 titres majeurs
- 8 tournois du Grand Chelem, 1 Masters et 1 tournoi olympique
  - Open d'Australie (4) : 1995, 2000, 2001, 2003
  - Roland-Garros (1) : 1999
  - Wimbledon (1) : 1992
  - US Open (2) : 1994, 1999
  - Masters (1) : 1990
  - Jeux olympiques (1) : 1992

### Avant et pendant l'ère Open

#### Ken Rosewall: 25 titres majeurs, 7 autres estimés
- 8 tournois du Grand Chelem, 15 du Grand Chelem Professionnel, 2 WCT Finals.
  - Open d'Australie (joueurs professionnels exclus avant 1969) : 1953, 1955, 1971, 1972
  - Roland-Garros (joueurs professionnels exclus avant 1968) : 1953, 1968
  - US Open (joueurs professionnels exclus avant 1968) : 1956, 1970
  - French Pro (joueurs amateurs exclus) : 1958, 1960, 1961, 1962, 1963, 1964, 1965, 1966
  - Wembley Pro (joueurs amateurs exclus) : 1957, 1960, 1961, 1962, 1963
  - US Pro (joueurs amateurs exclus) : 1963, 1965
  - WCT Finals (amateurs et professionnels acceptés) : 1971, 1972

- 7 tournois estimés majeurs.
  - U.S Pro Hard Courts (joueurs amateurs exclus) : 1967
  - Australian Pro (joueurs amateurs exclus) : 1960, 1962, 1966 (Adelaïde)
  - Masters Pro (joueurs amateurs exclus) : 1960, 1964
  - Madison Square Garden Pro (joueurs amateurs exclus) : 1966

#### Rod Laver: 19 titres majeurs, 11 autres estimés
- 11 tournois du Grand Chelem, 8 du Grand Chelem Professionnel.
  - Open d'Australie (joueurs professionnels exclus avant 1969) : 1960, 1962, 1969
  - Roland-Garros (joueurs professionnels exclus avant 1968) : 1962, 1969
  - Wimbledon (joueurs professionnels exclus avant 1968) : 1961, 1962, 1968, 1969
  - US Open (joueurs professionnels exclus avant 1968) : 1962, 1969
  - Wembley Pro (joueurs amateurs exclus) : 1964, 1965, 1966, 1967
  - US Pro (joueurs amateurs exclus) : 1964, 1966, 1967
  - French Pro (joueurs amateurs exclus) : 1967

- 11 tournois estimés majeurs.
  - Forest Hills Pro (joueurs amateurs exclus) : 1966
  - Australian Pro (joueurs amateurs exclus) : 1964 (Perth), 1964 (Adelaïde), 1965 (Perth), 1965 (Adelaïde), 1966 (Perth)
  - Masters Pro (joueurs amateurs exclus) : 1965
  - Madison Square Garden Pro (joueurs amateurs exclus) : 1967
  - Wimbledon Pro (joueurs amateurs exclus) : 1967
  - Tennis Champions Classic (amateurs et professionnels acceptés) : 1970, 1971

#### Pancho Gonzales: 15 titres majeurs, 11 autres estimés
- 2 tournois du Grand Chelem, 13 du Grand Chelem Professionnel.
  - US Open (joueurs professionnels exclus) : 1948, 1949
  - US Pro (joueurs amateurs exclus) : 1953, 1954 (Cleveland), 1954 (Los Angeles), 1955, 1956, 1957, 1958, 1959, 1961
  - Wembley Pro (joueurs amateurs exclus) : 1950, 1951, 1952, 1956

- 11 tournois estimés majeurs.
  - Tournament of Champions (joueurs amateurs exclus) : 1957, 1958, 1959
  - German Pro Championships (joueurs amateurs exclus) : 1952
  - U.S Pro Hard Courts (joueurs amateurs exclus) : 1955
  - Philadelphia Indoor Pro (joueurs amateurs exclus) : 1950, 1952
  - Masters Pro (joueurs amateurs exclus) : 1956, 1957, 1959
  - Madison Square Garden Pro (joueurs amateurs exclus) : 1954

#### Bill Tilden: 14 titres majeurs, 2 autres estimés
- 10 tournois du Grand Chelem, 4 du Grand Chelem Professionnel.
  - US Open (joueurs professionnels exclus) : 1920, 1921, 1922, 1923, 1924, 1925, 1929
  - Wimbledon (joueurs professionnels exclus) : 1920, 1921, 1930
  - US Pro (joueurs amateurs exclus) : 1931, 1935
  - French Pro (joueurs amateurs exclus) : 1933, 1934

- 2 tournois estimés majeurs.
  - World Hard Court Championships (joueurs professionnels exclus) : 1921
  - German Pro Championships (joueurs amateurs exclus) : 1937

#### Roy Emerson: 12 titres majeurs
- 12 tournois du Grand Chelem.
  - Open d'Australie (joueurs professionnels exclus) : 1961, 1963, 1964, 1965, 1966, 1967
  - Roland-Garros (joueurs professionnels exclus) : 1963, 1967
  - Wimbledon (joueurs professionnels exclus) : 1964, 1965
  - US Open (joueurs professionnels exclus) : 1961, 1964

#### Henri Cochet: 8 titres majeurs, 3 autres estimés
- 7 tournois du Grand Chelem, 1 du Grand Chelem Professionnel.
  - Roland-Garros (joueurs professionnels exclus) : 1926, 1928, 1930, 1932
  - Wimbledon (joueurs professionnels exclus) : 1927, 1929
  - US Open (joueurs professionnels exclus) : 1928
  - French Pro (joueurs amateurs exclus) : 1936

- 3 tournois estimés majeurs.
  - World Covered Court Championships (joueurs professionnels exclus) : 1922, 1923
  - World Hard Court Championships (joueurs professionnels exclus) : 1922

#### Karel Koželuh: 4 titres majeurs, 7 autres estimés
- 4 tournois du Grand Chelem Professionnel.
  - US Pro (joueurs amateurs exclus) : 1929, 1932, 1937
  - French Pro (joueurs amateurs exclus) : 1930

- 7 tournois estimés majeurs.
  - Championnat du Monde Professionnel de Deauville (joueurs amateurs exclus) : 1925
  - Bristol Cup (joueurs amateurs exclus) : 1926, 1928, 1929, 1930, 1931, 1932

#### Donald Budge: 10 titres majeurs
- 6 tournois du Grand Chelem et 4 du Grand Chelem Professionnel.
  - Wimbledon (joueurs professionnels exclus) : 1937, 1938
  - US Open (joueurs professionnels exclus) : 1937, 1938
  - Open d'Australie (joueurs professionnels exclus) : 1938
  - Roland-Garros (joueurs professionnels exclus) : 1938
  - Wembley Pro (joueurs amateurs exclus) : 1939
  - French Pro (joueurs amateurs exclus) : 1939
  - US Pro (joueurs amateurs exclus) : 1940, 1942

#### Fred Perry: 10 titres majeurs
- 8 tournois du Grand Chelem et 2 du Grand Chelem Professionnel.
  - US Open (joueurs professionnels exclus) : 1933, 1934, 1936
  - Wimbledon (joueurs professionnels exclus) : 1934, 1935, 1936
  - Open d'Australie (joueurs professionnels exclus) : 1934
  - Roland-Garros (joueurs professionnels exclus) : 1935
  - US Pro (joueurs amateurs exclus) : 1938, 1941

## Tableaux récapitulatifs

### Titres à la fois avant et pendant l'ère Open
| Joueur          | Titres en tournois du Grand Chelem1 | Autres tournois majeurs2 | Total tournois majeurs3 | Tournois estimés majeurs4 | Total estimé5 |
| --------------- | ----------------------------------- | ------------------------ | ----------------------- | ------------------------- | ------------- |
| Ken Rosewall    | 8                                   | 17                       | 25                      | 7                         | 32            |
| Rod Laver       | 11                                  | 8                        | 19                      | 11                        | 30            |
| Pancho Gonzales | 2                                   | 13                       | 15                      | 11                        | 26            |
| Bill Tilden     | 10                                  | 4                        | 14                      | 2                         | 16            |
| Roy Emerson     | 12                                  | -                        | 12                      | -                         | 12            |
| Donald Budge    | 6                                   | 4                        | 10                      | -                         | 10            |
| Fred Perry      | 8                                   | 2                        | 10                      | -                         | 10            |
| Henri Cochet    | 7                                   | 1                        | 8                       | 3                         | 11            |
| Karel Koželuh   | -                                   | 4                        | 4                       | 7                         | 11            |

1 Nombre de tournois du Grand Chelem (amateurs jusqu'en janvier 1968, Open à partir de mai 1968) remportés.

2 Nombre d'autres tournois majeurs, dont les tournois du Grand Chelem professionnel (avant 1968).

3 Total du nombre de tournois majeurs remportés.

4 Nombre de tournois estimés majeurs mais ne faisant pas consensus.

5 Total du nombre de tournois majeurs et tournois estimés majeurs remportés.

### Ère Open exclusivement
| Joueur         | Titres en tournois du Grand Chelem1 | Autres tournois majeurs3 | Total tournois majeurs4 |
| -------------- | ----------------------------------- | ------------------------ | ----------------------- |
| Novak Djokovic | 24                                  | 8                        | 32                      |
| Roger Federer  | 20                                  | 6                        | 26                      |
| Rafael Nadal   | 22                                  | 1                        | 23                      |
| Pete Sampras   | 14                                  | 7                        | 21                      |
| Ivan Lendl     | 8                                   | 7                        | 15                      |
| John McEnroe   | 7                                   | 8                        | 15                      |
| Björn Borg     | 11                                  | 3                        | 14                      |
| Jimmy Connors  | 8                                   | 3                        | 11                      |
| Boris Becker   | 6                                   | 5                        | 11                      |
| Andre Agassi   | 8                                   | 2                        | 10                      |

1 Nombre de tournois du Grand Chelem (amateurs jusqu'en janvier 1968, open à partir de mai 1968) remportés.

2 Nombre d'autres tournois majeurs (parmi les tournois du Grand Chelem professionnel ou équivalents (avant 1968)).

3 Masters (ou équivalents) et les Jeux olympiques.

4 Total du nombre de tournois majeurs remportés.

### Plus grand nombre de tournois majeurs différents remportés en simple
Le tableau ci-dessous indique les joueurs qui ont gagné le plus de titres majeurs différents en simple dans leur carrière, soit l'Open d'Australie, Roland-Garros, Wimbledon, l'US Open ; le Masters (ou la Coupe du Grand Chelem) ; les Jeux olympiques. Pour plus de clarté le tableau ne mentionne pas les finales ou le nombre de tournois acquis.

Depuis l'ère Open 1968 (avant, à compléter) et au moins 3 titres majeurs différents. Premier Masters en 1970 ; ou Coupe du Grand Chelem de 1990 à 1999 (personne dans le tableau). Premier Jeux olympiques en 1988 puis tous les 4 ans (6 éditions) ; 7 éditions de 1896 à 1924 + 2 en salle en 1908 et 1912.
| Joueur              | AO | RG | WIM | US | M  | JO | Total |
| ------------------- | -- | -- | --- | -- | -- | -- | ----- |
| Andre Agassi        | ✔️ | ✔️ | ✔️  | ✔️ | ✔️ | ✔️ | 6     |
| Novak Djokovic      | ✔️ | ✔️ | ✔️  | ✔️ | ✔️ | ✔️ | 6     |
| Roger Federer       | ✔️ | ✔️ | ✔️  | ✔️ | ✔️ | -  | 5     |
| Rafael Nadal        | ✔️ | ✔️ | ✔️  | ✔️ | -  | ✔️ | 5     |
| Andy Murray         | -  | -  | ✔️  | ✔️ | ✔️ | ✔️ | 4     |
| Rod Laver           | ✔️ | ✔️ | ✔️  | ✔️ | -  | -  | 4     |
| Ivan Lendl          | ✔️ | ✔️ | -   | ✔️ | ✔️ | -  | 4     |
| Stefan Edberg       | ✔️ | -  | ✔️  | ✔️ | ✔️ | -  | 4     |
| Pete Sampras        | ✔️ | -  | ✔️  | ✔️ | ✔️ | -  | 4     |
| Boris Becker        | ✔️ | -  | ✔️  | ✔️ | ✔️ | -  | 4     |
| Jimmy Connors       | ✔️ | -  | ✔️  | ✔️ | ✔️ | -  | 4     |
| Guillermo Vilas     | ✔️ | ✔️ | -   | ✔️ | ✔️ | -  | 4     |
| Ken Rosewall        | ✔️ | ✔️ | -   | ✔️ | -  | -  | 3     |
| John Newcombe       | ✔️ | -  | ✔️  | ✔️ | -  | -  | 3     |
| Arthur Ashe         | ✔️ | -  | ✔️  | ✔️ | -  | -  | 3     |
| John McEnroe        | -  | -  | ✔️  | ✔️ | ✔️ | -  | 3     |
| Lleyton Hewitt      | -  | -  | ✔️  | ✔️ | ✔️ | -  | 3     |
| Björn Borg          | -  | ✔️ | ✔️  | -  | ✔️ | -  | 3     |
| Stan Smith          | -  | -  | ✔️  | ✔️ | ✔️ | -  | 3     |
| Ilie Năstase        | -  | ✔️ | -   | ✔️ | ✔️ | -  | 3     |
| Mats Wilander       | ✔️ | ✔️ | -   | ✔️ | -  | -  | 3     |
| Ievgueni Kafelnikov | ✔️ | ✔️ | -   | -  | -  | ✔️ | 3     |
| Stanislas Wawrinka  | ✔️ | ✔️ | -   | ✔️ | -  | -  | 3     |
| Carlos Alcaraz      | -  | ✔️ | ✔️  | ✔️ | -  | -  | 3     |

## Nombre de tournois gagnés en simple messieurs depuis 1877(liste provisoire et évolutive en fonction des nouvelles découvertes)
Sources : ATP ; Michel Sutter, Vainqueurs Winners 1946-2003, Paris 2003 ; Joe McCauley, The History of Professional Tennis, London 2001 ; Robert Geist, Der Grösste Meister Die denkwürdige Karriere des australischen Tennisspielers Kenneth Robert Rosewall, Vienna 1999 ; Tony Trabert dans Tennis de France ; John Barrett editor, World of Tennis Yearbooks, London 1969, 1983.
Pour plus d'information, voir le détail des titres dans l'article du joueur.
Federer : ?
1. Rod Laver : 200 tournois
2. Jimmy Connors : 149 tournois
3. Ivan Lendl : 147 tournois
4. Jaroslav Drobný : 140 tournois
5. Ken Rosewall : au moins 133 tournois
6. Bill Tilden : au moins 130 tournois
7. Roy Emerson : 120 tournois
8. Pancho Gonzales : au moins 113 tournois
9. Anthony Wilding : au moins 111 tournois
10. John McEnroe : 104 tournois
11. Roger Federer : 103 tournois
12. Björn Borg : 101 tournois
13. Novak Djokovic : 100 tournois
14. Bobby Riggs : 95 tournois
15. Rafael Nadal : 92 tournois
16. Ilie Năstase : 87 tournois
17. Gardnar Mulloy : 82 tournois
18. Budge Patty : 78 tournois
19. Andre Agassi  : 75 tournois
20. Manuel Santana : 74 tournois
21. Arthur Ashe : 73 tournois
22. John Newcombe : 72 tournois
23. Guillermo Vilas : 71 tournois
24. Martin Mulligan : 71 tournois
25. Pete Sampras : 64 tournois
26. Bob Hewitt : 62 tournois
27. Stan Smith  : 60 tournois
28. Tony Trabert : 57 tournois
29. Vic Seixas : 56 tournois
30. Nicola Pietrangeli : 54 tournois
31. Fred Perry : 51 tournois
32. Boris Becker : 51 tournois
33. Tom Okker : 51 tournois

Avant 1972, les résultats du tennis n'étaient pas systématiquement enregistrés comme maintenant avec la FIT (Fédération Internationale de Tennis) et l'ATP. Beaucoup ont été perdus voire jamais sauvegardés. En particulier énormément de résultats professionnels d'avant 1968 ont disparu. Malgré tout, les plus importants ont été préservés. Actuellement les données de l'ATP ne sont pas exhaustives, loin de là : elles débutent seulement en 1968 et encore beaucoup de compétitions ne sont pas enregistrées jusqu'en 1970 et même après pas mal de tournois n'y figurent pas, par exemple : le Dunlop Sydney Open en mars 1970 ou les New South Wales Championships en 1973 ou 1974.
Donc les totaux enregistrés ici sont forcément supérieurs à ceux de l'ATP (cf. exemple de Connors, Lendl, McEnroe, Nastase, Ashe ou Borg (par exemple la 1re victoire de celui-ci à Helsinki en 1973 ne figure pas dans les statistiques de l'ATP)). Autre remarque : Michel Sutter a choisi environ 150 à 200 tournois pour chaque année dans son livre, notamment quelques tournois sur invitation et aussi des tournois qui dans les années 1940-1980 étaient les équivalents des tournois challenger de maintenant. Au début des années 1990 quand ces derniers tournois sont apparus, Sutter les a inclus dans ses listes. Sutter, étant la source principale de cette partie de l'article, ceci explique que le nombre de victoires de Federer affiché ici est supérieur de quatre unités à celui publié par l'ATP.

## Joueurs de tennis ayant remporté le plus de tournées professionnelles majeures avant l'ère Open

### Pancho Gonzales: 7 tournées professionnelles majeures
- 3 janvier 1954 - 30 mai 1954 :  cette tournée a eu lieu aux États-Unis et au Canada et consistait en une série de tournois à 4 joueurs tous formats possibles (tours éliminatoires avec ou sans match pour la 3e place ; ou tournois joués en poule) hormis le tournoi de Charlottesville (VA), 13 janvier, disputé en poule de 3 joueurs sans Donald Budge.

Du 3 janvier au 25 mars, les joueurs qui disputèrent la tournée furent Pancho Gonzales, Pancho Segura, Frank Sedgman et Donald Budge. En avril, ce dernier fut remplacé par Carl Earn qui à son tour laissa sa place en mai à Bobby Riggs.
La tournée a compté 70 tournois.
Finalement, Gonzales remporta la tournée devant respectivement Segura et Sedgman si on considère les statistiques de matchs gagnés et perdus ainsi que les prix remportés. Un compte-rendu publié le 2 juin signala que Gonzales avait remporté 29 tournois dans cette tournée avec 85 matchs gagnés contre 40 perdus. Sedgman aurait remporté 21 tournois et Segura 20.
Gonzales aurait battu Segura 30 fois et perdu 20 ou 21 fois contre l'Équatorien.
Gonzales aurait battu Sedgman 30 fois et perdu 20 ou 21 fois contre l'Australien (statistiques de Gonzales bizarrement identiques face à ses deux rivaux).
Segura aurait dominé Sedgman dans les face-à-face par la marge la plus infime : 23 victoires contre 22 défaites.
Budge ne remporta qu'un seul match dans cette tournée (face à Gonzales au 1er tour du tournoi de l'Olympic Auditorium à Los Angeles le 19 février ; Earn n'en a apparemment remporté aucun et Riggs a remporté un seul match en un mois face à Gonzales le 20 mai à Victoria (Canada, Colombie-Britannique).
- 9 décembre 1955 - 3 juin 1956 : ce fut un tête-à-tête aux États-Unis contre Tony Trabert.  Gonzales gagna 74-27.
- Janvier 1957 - mai 1957 : ce fut une tournée mondiale contre Ken Rosewall.  Gonzales vainqueur 50-26.
- Janvier 1958 - mai 1958 : ce fut une tournée mondiale contre Lew Hoad.  Gonzales vainqueur 51-36.
- 20 février 1959 - avril (?) 1959 : ce fut une tournée mondiale avec Hoad, Ashley Cooper, et Malcolm Anderson.  Gonzales termina avec un score de 47-15 devant Hoad 42-20, Cooper 21-40, et Anderson 13-48.
- Janvier ? 1960 - juin ? 1960 : ce fut une tournée mondiale avec Rosewall, Segura, et Alex Olmedo.  Gonzales vainqueur 49-8 puis Rosewall 32-25, Segura 22-28, et Olmedo 11-44.
- 30 décembre 1960 ou 1er janvier 1961 - 28 mai 1961 : ce fut une tournée mondiale avec Gonzales (Segura se substituant occasionnellement à Gonzales), Andrés Gimeno, Hoad (avec Trabert, Cooper, et Sedgman se substituant occasionnellement à Hoad), Barry MacKay, Olmedo, et Butch Buchholz. Dans la première phase, Gonzales termina avec un score de 33-14 record (en incluant les matchs de Segura) puis Gimeno 27-20, Hoad 24-23 (comprenant les matchs de Trabert, Cooper, et Sedgman), MacKay 22-25, Olmedo 18-29, et Buchholz 16-31. Dans la seconde et dernière phase, Gonzales vainquit Gimeno 21-7 (et Sedgman, remplaçant définitivement Hoad, domina MacKay pour la 3e place).

### Ellsworth Vines: 5 tournées professionnelles majeures
- 10 janvier 1934 -  17 mai 1934 : tournées en Amérique du Nord contre Bill Tilden : score définitif inconnu mais les deux joueurs disputèrent un peu plus de 50 matchs et Vines mena par 19 victoires de plus que Tilden (Vines domina aussi Henri Cochet 10-0 et Martin Plaa 8-2 lors d'une petite tournée aux États-Unis opposant une équipe de France à une équipe des États-Unis (Tilden étant le partenaire de Vines)
- 9 janvier 1935 - avril 1935 : tournée en Amérique du Nord contre Lester Stoefen puis Hans Nüsslein (et Tilden occasionnellement) : Vines a battu Lester Stoefen 25-1 puis une fois que ce dernier est tombé malade, Vines a alors dominé Nüsslein environ 3 matchs sur 4 (sans plus de précision), et quelquefois il rencontra et vainquit Tilden (considéré comme une vedette plus attractive que Nüsslein)
- 11 janvier 1936- 11 mai 1936 : tournée aux États-Unis contre Stoefen : résultats finaux inconnus mais au 29 mars, Vines menait 33-5 (en octobre et novembre, Vines et Tilden s'affrontèrent dans une tournée en Asie : les résultats finaux ne sont pas connus mais à la fin de la partie japonaise de la tournée Vines menait Tilden 8-1)
- 6 janvier 1937 - 12 mai 1937 :  tournée en Amérique du Nord contre Fred Perry : Vines vainqueur 32-29  (dans une petite tournée des Îles Britanniques, 25 mai - 15 juin, Perry vainquit Vines 6-3)
- 11 janvier 1938 - 30 mai 1938 : tournée aux États-Unis contre Fred Perry : Vines gagna 49-35 (ou 48-35)  (lors d'une petite tournée aux Caraïbes, du 15 au 29 novembre, les deux joueurs finirent ex aequo : 4 partout)

### Jack Kramer: 4 tournées professionnelles majeures
- 26 décembre 1947 - mai 1948 : tournée en Amérique du Nord contre Bobby Riggs : Kramer vainqueur 69-20
- 25 octobre 1949 - 21 mai 1950 : tournée en Amérique du Nord contre Pancho Gonzales : Kramer gagna 96-27 (ou 97-26)
- 28 octobre 1950 - mars 1951 : tournée en Amérique du Nord contre Pancho Segura : Kramer a gagné 64-28 (ou 58-27)
- Janvier – 1er juin 1953 : tournée en Amérique du Nord contre Frank Sedgman : victoire de Kramer 54-41

### Bill Tilden: 3 tournées professionnelles majeures
- 18 février, 1931 - 16 août 1931 : dans cette tournée d'Amérique du Nord contre Karel Koželuh, Tilden gagna 50 matchs à 17 (Tilden, qui enregistrait ses résultats, publia le bilan suivant : Ensemble : Tilden 50, Kozeluh 17.  Indoor : Tilden 26, Kozeluh 1.  Gazon : Tilden 2, Kozeluh 0.  Dur outdoor : Kozeluh 5, Tilden 3.  Terre battue : Tilden 19, Kozeluh 11.)  Plus tard, à l'automne 1931, les deux joueurs firent une tournée en Europe avec Hans Nüsslein, Martin Plaa, Albert Burke, et Francis Hunter.
- 4 janvier 1932 - ? juillet 1932 : cette tournée américaine commença avec dix pros (notamment Tilden, Nüsslein, Albert Burke, Vincent Richards, Hunter, Roman Najuch, Allen Behr et Emmett Pare). Fin janvier, chaque étape proposait un match Tilden-Nüsslein, précédé par un simple entre deux autres pros et suivi d'un double. À partir de mai, Koželuh rejoignant la troupe, Tilden et Nüsslein affrontèrent aussi les autres joueurs.  Les résultats complets et détaillés sont inconnus mais Tilden est le vainqueur sûr : début avril 1932, Tilden menait contre Nüsslein 32 matchs à 12.
- 24 janvier 1933 - ? mai 1933 : encore une tournée en Amérique du Nord entre Tilden et Nüsslein.  Bien que les résultats furent incomplets, Tilden fut le vainqueur.  Début mai 1933, les données de plus de la moitié de leurs matchs indiquaient que Tilden avait remporté deux-tiers de leurs confrontations (pendant l'été, une tournée européenne proposait quelques compétitions par équipes nationales avec Tilden, Bruce Barnes, Nüsslein et d'autres joueurs de nationalité allemande ainsi que des joueurs français).

### Donald Budge: 3 tournées professionnelles majeures
- 3 janvier 1939 - 6 mars 1939 :  tournée en Amérique du Nord contre Ellsworth Vines : 22-17 (ou 21-18) pour Budge (puis Budge domina Perry 28-8 dans une autre tournée en Amérique du Nord moins importante que la tournée Vines-Budge car Perry était le dauphin de Vines chez les pros, du 10 mars au 8 mai, enfin Budge a aussi remporté une tournée en Europe face à Vines, Tilden et Stoefen)
- 6 janvier 1941 - 10 mai 1941 : tournée en Amérique du Nord contre Bill Tilden : résultats finaux précis inconnus mais sur 49 matchs complètement documentés Budge mena 43-5 plus une égalité, le résultat final devant être approximativement de 46-7 plus 1 égalité
- 26 décembre 1941 - avant le 5 avril, 1942 : tournée en Amérique du Nord contre Riggs, Frank Kovacs, Perry and Stoefen : Budge vainqueur 52-18 (Riggs 36-36, Kovacs 25-26, Perry 23-30, Stoefen, remplaçant les joueurs blessés ou malades, 2-28.

Dans les années "pré-open" les professionnels disputaient quelquefois plus de matchs en tournées qu'en tournois car les tournées pros rapportaient beaucoup plus d'argent que les tournois pros. Parce qu'exemple Perry, qui défia Vines, reçut 91 000 $ pour la tournée en Amérique du Nord en 1937 alors qu'il ne gagna que 450 $ lorsqu'il remporta l'US Pro en 1938. Henry Ellsworth Vines, Jr. n'a pas disputé un seul tournoi entre Wembley en octobre 1935 (qu'il remporta) et Wembley en mai 1939 (qu'il perdit) : par exemple en 1937 il disputa 70 matchs étalées sur deux tournées et 0 match de tournoi. Même dans les années 1950 certains pros disputaient de nombreux matchs de tournées : pendant ses cinq premiers mois chez les pros (de janvier à mai 1957) Rosewall joua 76 matchs de tournée face à Gonzales contre seulement 9 matchs en tournois. Dans les années 1960 la tendance s'est inversée. Tout ceci explique que les joueurs pros avant 1968 ne purent jouer autant de tournois que les joueurs du XXIe siècle (pour l'année 1952 Joe McCauley n'a trouvé trace que de 7 tournois pros ouverts aux meilleurs pros et de 2 autres tournois pros, the British Pro and the German Pro, disputés par des joueurs locaux).
Ceci explique qu'il faut se garder de vite comparer les joueurs de l'ère open avec leurs prédécesseurs professionnels car ces derniers, ne pouvant disputer beaucoup de tournois du fait de leur rareté, semblent avoir un palmarès moins étoffé qu'il ne l'est réellement : par exemple en 1937 Vines et Perry n'ont (disputé et) gagné aucun tournoi et pourtant ils furent cette année-là les meilleurs joueurs du monde avec Budge.

## Plus grand nombre de tournois majeurs différents remportés en double
Le tableau ci-dessous indique les paires qui ont gagné le plus de titres majeurs différents dans leur carrière, soit l'Open d'Australie, Roland-Garros, Wimbledon, l'US Open, le Masters et les Jeux olympiques. Pour plus de clarté le tableau ne mentionne pas les finales ou le nombre de tournois acquis. Certains joueurs ont gagné des titres par ailleurs en étant associé à un autre partenaire.

Depuis l'ère Open 1968 (avant, à compléter) et au moins 3 titres majeurs différents. Premier Masters en 1970 (pas de Masters de 1971 à 1974 et en 2002). Premiers Jeux olympiques en 1988 puis tous les 4 ans (6 éditions); 7 éditions de 1896 à 1924 + 2 en salle 1908 et 1912. D : joueur droitier ; G : joueur gaucher ; 1M : revers à 1 main ; 2M : revers à 2 main. (*) McMillan joue à deux mains des deux côtés.
| Joueurs                                         | AO | RG | WIM | US | M  | JO | Total |
| ----------------------------------------------- | -- | -- | --- | -- | -- | -- | ----- |
| Mike Bryan / Bob Bryan (D1M/G1M)                | ✔️ | ✔️ | ✔️  | ✔️ | ✔️ | ✔️ | 6     |
| Todd Woodbridge / Mark Woodforde (D1M/G2M)      | ✔️ | ✔️ | ✔️  | ✔️ | ✔️ | ✔️ | 6     |
| Jacco Eltingh / Paul Haarhuis (D1M/D2M)         | ✔️ | ✔️ | ✔️  | ✔️ | ✔️ | -  | 5     |
| Pierre-Hugues Herbert / Nicolas Mahut (D2M/D1M) | ✔️ | ✔️ | ✔️  | ✔️ | ✔️ | -  | 5     |
| John Newcombe / Tony Roche (D1M/G1M)            | ✔️ | ✔️ | ✔️  | ✔️ | -  | -  | 4     |
| Bob Hewitt / Frew McMillan (D1M/D2M*)           | -  | ✔️ | ✔️  | ✔️ | ✔️ | -  | 4     |
| John Fitzgerald / Anders Järryd (D1M/D2M)       | -  | ✔️ | ✔️  | ✔️ | ✔️ | -  | 4     |
| Mark Knowles / Daniel Nestor (D1M/G2M)          | ✔️ | ✔️ | -   | ✔️ | ✔️ | -  | 4     |
| Todd Woodbridge / Jonas Björkman (D1M/D2M)      | ✔️ | -  | ✔️  | ✔️ | -  | -  | 3     |
| Peter Fleming (tennis) / John McEnroe (D1M/G1M) | -  | -  | ✔️  | ✔️ | ✔️ | -  | 3     |

## Joueurs de tennisno1mondiaux ouno1mondiaux ex aequo depuis 1877(triés par nombre d'années décroissant)
Estimations de journalistes, d'officiels comme la Fédération internationale de tennis, de promoteurs ou même de joueurs de tennis…